# Dragutin Wolf
Dragutin Wolf (Bjelovar 1866. – Bjelovar 1927.) bio je hrvatski Židov, industrijalac i osnivač tvrtke koja proizvodi kekse i vafle - Koestlin u Bjelovaru. 
Rođen je u Bjelovaru u židovskoj obitelji. Sa ženom Irmom imao je dva sina, Slavka i Otta. Wolf je posjedovao malu pekaru za kruh i kolače u Bjelovaru, koja je osnovana 11. studenog 1892. Desetljeće kasnije, posvetio se proizvodnji proizvoda koji mogu dulje vremena stajati na polici. Godine 1905. osnovao je "Tvornicu keksa, dvopeka, biskvita i finih poslastica Dragutina Wolfa i sinova" koja je bila specijalizirana za poslastice. Tvornica je izgrađena u Ulici Augusta Šenoe u Bjelovaru, blizu obiteljske vile. Godine 1921. tvrtka je počela proizvoditi kekse i vafle. 
Wolf je upravljao poslom uz pomoć svojih sinova i uskoro postao jedan od najbogatijih ljudi u Bjelovaru, a vila njegove obitelji bila je najluksuzniji objekt u gradu. Umro je 1927. godine i pokopan je na židovskom dijelu groblja sv. Andrije u Bjelovaru. 
Nakon njegove smrti, njegovi su sinovi preuzeli tvrtku. Godine 1932. Otto i Slavko Wolf pristali su na suradnju s Koestlinom u Mađarskoj.
Godine 1942., za vrijeme holokausta, Wolfova supruga Irma počinila je samoubojstvo jer nije mogla živjeti sa znanjem o holokaustu i tolikom mržnjom prema Židovima. Wolfovi su se sinovi pridružili partizanima tijekom Drugog svjetskog rata. Nakon rata, 1947. godine, tvrtku su nacionalizirali jugoslavenski komunisti. Wolfov sin Otto i njegova obitelj preselili su se 1948. u Izrael. Godine 2011., nakon 14-ogodišnjeg sudskog postupka, Wolfovi jedini živi nasljednici, njegovi unuci Myrjam Wolkoon iz Izraela i Boris Bukac-Wolf iz Bjelovara, dobili su pravosudnu bitku za naknadu imovine koju je komunistička vlast oduzela njihovoj obitelji. 